# Phragmatopoma californica
Phragmatopoma californica är en ringmaskart som först beskrevs av Fewkes 1889.  Phragmatopoma californica ingår i släktet Phragmatopoma och familjen Sabellariidae. Inga underarter finns listade i Catalogue of Life.

## Bildgalleri

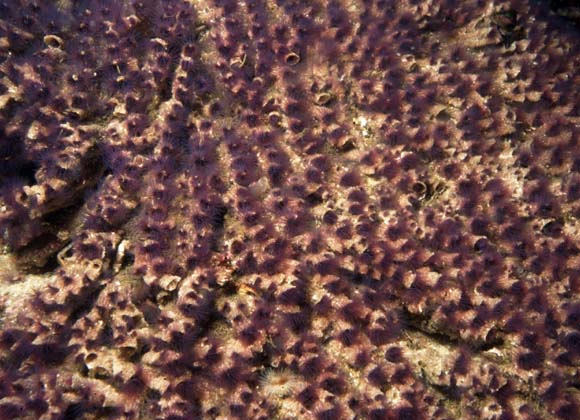
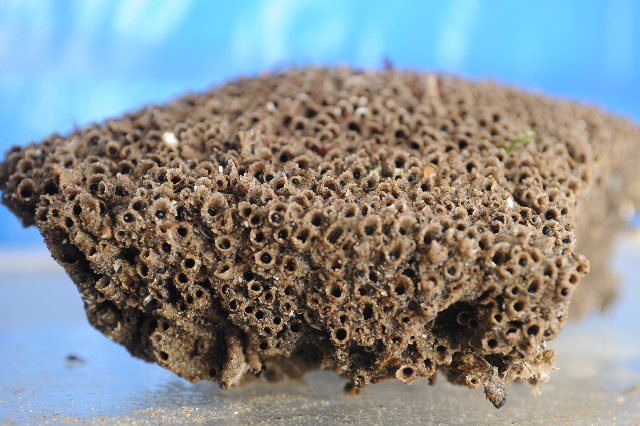